# Hubert Ginzel
Hubert Ginzel (* 17. September 1874 in Reichenberg; † 24. November 1950 in Wien) war ein österreichischer Offizier und Kartograf.
Hubert Ginzel wurde 1896 aus der Technischen Militärakademie zu den Pionieren ausgemustert. Von 1899 an besuchte er zwei Jahre lang die k.u.k. Kriegsschule. 1907 war Hubert Ginzel im Generalstab bei der Mappierung, 1914 Vorstand der 10. Abteilung im Kriegsministerium. Der Kartograf am k.u.k. Militärgeographischen Institut in Wien war beim Ausbruch des Ersten Weltkrieges zunächst Generalstabschef der Infanterietruppendivision Jaroslau. Im Jahr 1915 wurde der Major zum Kommandanten des  k.u.k. Kriegsvermessungswesens ernannt. Mit Wirkung zum 1. August 1917 erfolgte seine Ernennung zum Oberst. Nach Kriegsende übernahm Ginzel die Leitung des Militärgeografischen Instituts. Dabei war der Schwerpunkt seiner Tätigkeit die Fortführung der Kartografie Österreichs und die Erstellung der topografischen Karte der Republik Österreich im Maßstab 1:50.000. Zum Hofrat befördert leitete Ginzel die Abteilung für Mappierung und Landesbeschreibung. Er war bis zu seiner Pensionierung 1924 gleichzeitig stellvertretender Gruppenleiter in Angelegenheit der Landesaufnahme.

## Österreichische Militärauszeichnungen (Stand 31. Dezember 1918)
- Erinnerungskreuz 1912–1913
- Militär-Jubiläumskreuz 1908
- Militär-Jubiläumsmedaille 1898
- Militärverdienstkreuz III. Klasse
- Orden der Eisernen Krone Ritter III. Klasse, Kriegsdekoration mit Schwertern
- Franz-Joseph-Orden Offizierskreuz, Kriegsdekoration
- Franz-Joseph-Orden Komturkreuz, Kriegsdekoration